# انتخابات ریاست‌جمهوری ایران (مهر ۱۳۶۰)
سومین دوره انتخابات ریاست جمهوری ایران در ۱۰ مهر ۱۳۶۰ برگزار شد. این انتخابات در شرایطی برگزار شد که حکومت ایران درگیر بحران‌های شدید سیاسی و امنیتی همچون جنگ با عراق و ترور مردم و مقامات حکومتی متعدد خود بود. در نتیجهٔ انتخابات، سید علی خامنه‌ای به عنوان سومین رئیس‌جمهور ایران برگزیده شد.
طبق فیلم‌های منتشره در مستند جمهور از شبکهٔ خبر جمهوری اسلامی، هر سه نامزد دیگر خامنه‌ای را از خود اصلح‌تر می‌دانستند و در نطقی تلویزیونی قبل از انتخابات این را در صدا و سیمای جمهوری اسلامی اعلام کردند.

## نامزدها

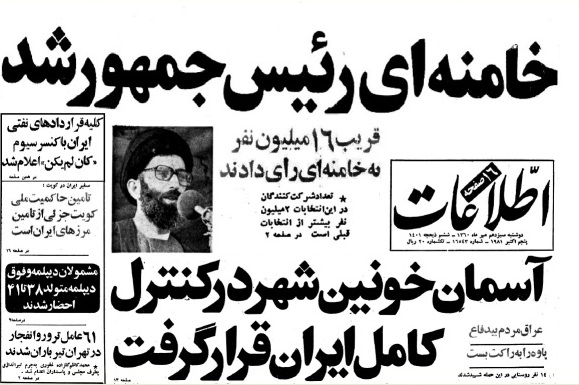
تیتر روزنامه اطلاعات در ۱۳ مهر ۱۳۶۰ - خامنه‌ای رئیس‌جمهور شد.

در این انتخابات ۴۶ نفر ثبت نام کردند اما ۴۲ نفر یعنی ۹۱ درصد نامزدهای ثبت نامی توسط شورای نگهبان رد صلاحیت شدند.
نامزدهای نهایی انتخابات عبارت بودند از:
- سید علی خامنه‌ای
- سید علی‌اکبر پرورش
- حسن غفوری‌فرد
- سید رضا زواره‌ای

### انصراف‌دهندگان
- محمدرضا مهدوی کنی، کفیل نخست‌وزیر وقت.

### رد صلاحیت‌شدگان
- ابراهیم یزدی، نماینده وقت مجلس شورای اسلامی و وزیر خارجه سابق، مسئول دفتر سیاسی نهضت آزادی[۳]

## نتایج انتخابات
در نهایت سید علی خامنه‌ای با کسب ۱۵ میلیون و ۹۰۵ هزار و ۹۸۷ رای (۹۵٪) از مجموع ۱۶ میلیون و ۸۴۷ هزار و ۷۱۷ رای ماخوذه رئیس‌جمهور ایران شد. در این انتخابات که با میزان مشارکت حدود ۷۵٪ (۷۴٫۲) مردم برگزار شد، سید علی خامنه ای با قاطعیتی بلامنازعه ۹۵٪ رای‌ها را به دست آورد که تا کنون بالاترین نسبت در تمامی ادوار انتخابات ریاست جمهوری ایران بوده‌است.
| انتخابات ریاست‌جمهوری ایران (مهر ۱۳۶۰) | انتخابات ریاست‌جمهوری ایران (مهر ۱۳۶۰) | انتخابات ریاست‌جمهوری ایران (مهر ۱۳۶۰) | انتخابات ریاست‌جمهوری ایران (مهر ۱۳۶۰) | انتخابات ریاست‌جمهوری ایران (مهر ۱۳۶۰) | انتخابات ریاست‌جمهوری ایران (مهر ۱۳۶۰) | انتخابات ریاست‌جمهوری ایران (مهر ۱۳۶۰) | انتخابات ریاست‌جمهوری ایران (مهر ۱۳۶۰) |
| حزب                                   | حزب                                   | نامزد                                 | آکسفورد                               | آکسفورد                               | پورتال داده ایران                     | پورتال داده ایران                     |                                       |
| حزب                                   | حزب                                   | نامزد                                 | آرا                                   | ٪                                     | آرا                                   | ٪                                     |                                       |
| ------------------------------------- | ------------------------------------- | ------------------------------------- | ------------------------------------- | ------------------------------------- | ------------------------------------- | ------------------------------------- | ------------------------------------- |
|                                       | حزب جمهوری اسلامی                     | سید علی خامنه‌ای                       | ۱۶٬۰۰۷٬۰۷۲                            | ۹۵٫۰۱                                 | ۱۶٬۰۰۸٬۵۷۹                            | ۹۵٫۰۵                                 |                                       |
|                                       | حزب جمهوری اسلامی                     | سید علی‌اکبر پرورش                     | ۳۴۱٬۸۴۱                               | ۲٫۰۳                                  | ۳۴۱٬۸۷۴                               | ۲٫۰۲                                  |                                       |
|                                       | حزب جمهوری اسلامی                     | حسن غفوری‌فرد                          | ۷۵٬۶۵۸                                | ۰٫۴۵                                  | ۸۰٬۵۴۵                                | ۰٫۴۸                                  |                                       |
|                                       | حزب جمهوری اسلامی                     | سید رضا زواره‌ای                       | ۶۲٬۱۵۶                                | ۰٫۳۷                                  | ۵۹٬۰۵۸                                | ۰٫۳۵                                  |                                       |
| آرای سفید یا باطله                    | آرای سفید یا باطله                    | آرای سفید یا باطله                    | ۳۶۰٬۲۶۹                               | ۲٫۱۴                                  | ۳۵۷٬۶۶۱                               | ۲٫۱۲                                  |                                       |
| مجموع                                 | مجموع                                 | مجموع                                 | ۱۶٬۸۴۶٬۹۹۶                            | ۱۰۰                                   | ۱۶٬۸۴۷٬۷۱۷                            | ۱۰۰                                   |                                       |